# Cyclolabus basirufus
Cyclolabus basirufus är en stekelart som beskrevs av Heinrich 1974. Cyclolabus basirufus ingår i släktet Cyclolabus och familjen brokparasitsteklar. Inga underarter finns listade i Catalogue of Life.